# Оберпиршајд
Оберпиршајд (њем. Oberpierscheid) општина је у њемачкој савезној држави Рајна-Палатинат. Једно је од 235 општинских средишта округа Ајфелкрајс Битбург-Прим. Према процјени из 2010. у општини је живјело 371 становника. Посједује регионалну шифру (AGS) 7232285.

## Географски и демографски подаци
Оберпиршајд се налази у савезној држави Рајна-Палатинат у округу Ајфелкрајс Битбург-Прим. Општина се налази на надморској висини од 530 метара. Површина општине износи 10,5 km². У самом мјесту је, према процјени из 2010. године, живјело 371 становника. Просјечна густина становништва износи 35 становника/km².